# Adam Ostrowski (lotnik)
Adam Mieczysław Ostrowski (ur. 15 lutego 1919 w Borysławiu, zm. 9 marca 2018) – polski lotnik i inżynier, uczestnik II wojny światowej, działacz kombatancki.

## Życiorys
Jako pilot wojskowy latał w 317 Dywizjonie Myśliwskim „Wileńskim”, gdzie dosłużył się stopnia porucznika. Później awansowany na majora i pułkownika. Dwukrotnie otrzymał Krzyż Walecznych, został też odznaczony Medalem Lotniczym. Po II wojnie światowej pozostał w Wielkiej Brytanii. Kształcił się w College of North West London. Pracował zawodowo jako inżynier projektach w przedsiębiorstwach Simon Carves, Humphrey & Glasgow i Balfour Beaty. Zaangażował się w działalność polonijną i kombatancką. W 1990 stanął na czele zarządu koła Stowarzyszenia Lotników Polskich w Londynie. Przewodniczył również Stowarzyszeniu Techników Polskich w Wielkiej Brytanii.
11 listopada 1990 został odznaczony przez prezydenta RP na uchodźstwie Ryszarda Kaczorowskiego Krzyżem Oficerskim Orderu Odrodzenia Polski. 23 lipca 2012, w uznaniu wybitnych zasług w działalności na rzecz polonijnych środowisk kombatanckich, prezydent Bronisław Komorowski odznaczył go Krzyżem Komandorskim z Gwiazdą Orderu Odrodzenia Polski. W 2006 odznaczony Krzyżem Komandorskim tego orderu.